# Hawaiian Gardens (Kalifornija)
Hawaiian Gardens je grad u američkoj saveznoj državi Kalifornija. Prema popisu stanovništva iz 2010. u njemu je živjelo 14.254 stanovnika.